# Jacek Reginia-Zacharski
Jacek Janusz Reginia-Zacharski (ur. 1968) – polski historyk, politolog specjalista w zakresie historii najnowszej, historii stosunków międzynarodowych i nauk politycznych prodziekan Wydziału Studiów Międzynarodowych i Politologicznych Uniwersytetu Łódzkiego.

## Życiorys
W 1993 ukończył studia magisterskie na kierunku historia, broniąc pracę magisterską pt. „Rozbrojeniowy plan J. R. MacDonalda z 16 marca 1933 roku”, napisaną pod kierunkiem Waldemara Michowicza na Uniwersytecie Łódzkim.
W 1995 rozpoczął studia doktoranckie. Rozprawę „Sprawa ukraińska w polityce Wielkiej Brytanii w latach 1917–1923” napisał pod kierunkiem Michowicza w Instytucie Stosunków Międzynarodowych UŁ. Przygotowując rozprawę odbył m.in. staże naukowe na Ukrainie (1997, 1998) oraz w Londynie (1999), dzięki stypendium badawczemu Fundacji im. Lanckorońskich z Brzezia. Dysertację obronił na Wydziale Filozoficzno-Historycznym i uzyskał stopień doktor nauk humanistycznych w zakresie historii, w specjalności – historia stosunków międzynarodowych (2000). Rozprawa ukazała się drukiem w Wydawnictwie Adam Marszałek w 2004.
W marcu 2001 został zatrudniony na stanowisku adiunkta w Katedrze Teorii Polityki Zagranicznej i Bezpieczeństwa w Instytucie Nauk Politologicznych na WSMiP UŁ, gdzie pełnił funkcje: kierownika studiów wieczorowych na specjalności nauki polityczne (2002–2005, kierownika studiów niestacjonarnych (2006–2009), wydziałowego pełnomocnika do spraw przysposobienia obronnego (2004–2010). Równolegle w latach 2001–2005 pracował jako starszy wykładowca, w Wyższej Szkole Humanistyczno-Ekonomicznej w Łodzi (gdzie pełnił funkcje prodziekana kierunku politologia w latach 2001–2003) i w latach 2005–2010 w Państwowej Wyższej Szkole Zawodowej we Włocławku.
17 kwietnia 2015 monografia „Wojna w świecie współczesnym. Uczestnicy-cele-modele-teorie” została uznana przez Radę Wydziału Politologii Uniwersytetu Marii Curie-Skłodowskiej w Lublinie jako podstawa do nadania Jackowi Reginie-Zacharskiemu stopnia doktora habilitowanego nauk społecznych (dyscyplina: nauki o polityce, specjalność: konflikty międzynarodowe).
Następnie Jacek Reginia-Zacharski został profesorem nadzwyczajnym i adiunktem w Katedrze Teorii Polityki Zagranicznej i Bezpieczeństwa WSiP UŁ oraz prodziekanem ds. nauczania (2016–2019). Od 1 września 2021 do grudnia 2023 był dyrektorem Departamentu Strategii Polityki Zagranicznej Ministerstwa Spraw Zagranicznych.
Członek Polskiego Towarzystwa Nauk Politycznych (od 2004).  Został członkiem rady Fundacji „Pomoc Polakom na Wschodzie” im. Jana Olszewskiego.

## Publikacje książkowe
- Sprawa ukraińska w polityce Wielkiej Brytanii w latach 1917–1923 Wydawnictwo Adam Marszałek, 2004, ISBN 83-7441-094-9 EAN: 9788374410946
- Współczesne Konflikty Zbrojne, Łoś Robert Reginia-Zacharski Wydawnictwo Naukowe PWN Warszawa 2010, ISBN 978-83-01-16354-9
- Przedwojenne lotnictwo. Najpiękniejsze fotografie, Reginia-Zacharski Jacek Wydawnictwo RM Warszawa 2011, ISBN 978-83-72-43941-3
- Rwanda. Wojna i ludobójstwo, Reginia-Zacharski Wydawnictwo Naukowe PWN 2012, ISBN 978-83-01-17230-5
- Przedwojenna Łódź. Najpiękniejsze fotografie, Reginia-Zacharski Jacek, Wydawnictwo RM Warszawa 2012, ISBN 978-83-77-73003-4
- Sąsiedztwo i pogranicze – między konfliktem a współpracą / pod red. Roberta Łosia i Jacka Reginii-Zacharskiego. Wydawnictwo Uniwersytetu Łódzkiego Łódź 2012 (t. 1) ISBN 978-83-7525-791-5 i 2013 (t. 2) ISBN 978-83-7525-825-7
- Przedwojenne dwory. Najpiękniejsze fotografie, Reginia-Zacharski Jacek, Madziar Łucjan A., Wydawnictwo RM Warszawa 2013, ISBN 978-83-72-43978-9
- Wojna w świecie współczesnym. Uczestnicy – cele – modele – teorie, Wydawnictwo Uniwersytetu Łódzkiego Łódź 2014, ISBN 978-83-7969-101-2

## Artykuły naukowe
- Jacek Reginia-Zacharski. Afganistan: oblicze współczesnej wojny. „Zeszyty Naukowe Państwowej Wyższej Szkoły Zawodowej we Włocławku. Zbliżenia Cywilizacyjne”. T. 6, s. 65–82, 2010. ISSN 1896-4087.
- Jacek Reginia-Zacharski. Analityczne definicje wojny. „Studia Geopolitica”, 2010/2011. Rocznik Polskiego Towarzystwa Geopolitycznego.brak numeru strony
- Jacek Reginia-Zacharski. "Dylemat (nie)bezpieczeństwa" we współczesnych konfliktach zbrojnych. „Stosunki Międzynarodowe”. nr 1/2, s. 121–138, 2011. ISSN 0209-0961.
- Jacek Reginia-Zacharski. Konflikty zbrojne a rozumienie dylematu bezpieczeństwa. „Kwartalnik Bellona: pismo naukowe”. R. 5, nr 3, s. 35–53, 2011. ISSN 1897-7065.
- Jacek Reginia-Zacharski. Ukraina 2014–2015: wojna (nie)hybrydowa – Ukraine 2014–2015. „Zeszyty Naukowe – Akademia Obrony Narodowej”. nr 3, s. 32–54, 2015. ISSN 0867-2245.
- Jacek Reginia-Zacharski. Ukrainian issues in geopolitical thought of the twentieth and twenty-first centuries. „International Studies: interdisciplinary political and cultural journal”. Vol. 18, nr 2, s. 5–39, 2016. ISSN 1641-4233.
- Jacek Reginia-Zacharski. "Wojny hybrydowe": nowe ujęcia starego problemu. „Zeszyty Naukowe Państwowej Wyższej Szkoły Zawodowej we Włocławku. Zbliżenia Cywilizacyjne”. T. 8, s. 249–274, 2012. ISSN 1896-4087.